# Platycypha picta
Platycypha picta är en trollsländeart som först beskrevs av Elliot C.G. Pinhey 1962.  Platycypha picta ingår i släktet Platycypha och familjen Chlorocyphidae. IUCN kategoriserar arten globalt som otillräckligt studerad. Inga underarter finns listade i Catalogue of Life.